# Manning Johnson
Manning Johnson (1908 - 7 février 1959) est un militant communiste afro-américain ayant quitté le Parti communiste des États-Unis avant de devenir un militant anticommuniste.

## Biographie
Son engagement communiste le mena jusqu'à un siège au Comité national. Il fut candidat au Bureau politique du Parti.
Il témoigna en 1953, devant le House Un-American Activities Committee, un comité d'enquête de la Chambre des représentants des États-Unis actif de 1938 à 1975. Robert L. Kunzig, conseiller en chef du comité, demanda « Est-ce que la tromperie était une politique majeure de la propagande communiste ? ». Johnson répondit : « C'était le cas. Ils faisaient des gestes aimables et adressaient aux fidèles des paroles de miel, que l'on pourrait comparer aux fameux chants des sirènes menant des millions (de personnes) à la décadence morale, à la mort spirituelle et à l'esclavage spirituel... »,,.
Son essai, Color, Communism, and Common sense, fut cité par G. Edward Griffin dans son film de 1969 More Deadly than War ... the Communist Revolution in America.
Son parcours est semblable à celui de deux autres militants communistes américains, Kenneth Goff et Bella Dodd.

## Thèses
Membre de la commission du Parti communiste pour la promotion des droits des minorités afro-américaines, il observe et dénonce le fait que les membres blancs de la commission la dirigent en sous-main par-dessus les délégués noirs. Il déclare que des militantes blanches sont utilisées comme prostituées par le Parti pour espionner les chefs noirs de cette commission et constituer un dossier sur eux pour pouvoir exercer un chantage en cas de besoin.

## Publication
- Color, Communism, and Common Sense, 1958 (Texte en ligne)

### Citations originales
1. ↑  (en) « Was deceit a major policy of Communist propaganda and activity? »
2. ↑  (en) « Yes, it was. They made fine gestures and honeyed words to the church people which could be well likened unto the song of the fabled sea nymphs luring millions to moral decay, spiritual death, and spiritual slavery... »